# Brighton (Colorado)
Pour les articles homonymes, voir Brighton (homonymie).
La ville de Brighton est le siège du comté d'Adams, situé dans le Colorado, aux États-Unis.
Selon le recensement de 2010, Brighton compte 33 352 habitants. La municipalité s'étend sur 20,27 milles carrés (52,5 km2), dont 19,98 milles carrés (51,75 km2) de terres. Une partie de Brighton se trouve dans le comté de Weld, elle représente 1,89 milles carrés (4,9 km2) et compte 343 habitants.
La ville doit son nom à Brighton, dans le Massachusetts, ville natale de son fondateur D. F. Carmichaels.

## Démographie
| 1890 | 1900 | 1910 | 1920  | 1930  | 1940  |
| ---- | ---- | ---- | ----- | ----- | ----- |
| 306  | 366  | 850  | 2 715 | 3 394 | 4 029 |

| 1950  | 1960  | 1970  | 1980   | 1990   | 2000   |
| ----- | ----- | ----- | ------ | ------ | ------ |
| 4 336 | 7 055 | 8 309 | 12 773 | 14 203 | 20 905 |

| 2010   | - | - | - | - | - |
| ------ | - | - | - | - | - |
| 33 352 | - | - | - | - | - |